# 北藤勇
北藤 勇（きたふじ いさむ、1944年2月16日 - ）は、日本のビデオジャーナリスト。現在は千葉県富里市に本社を置く株式会社メニーガ所属のカメラマンを退職しフリーの、火山ジャーナリストとして活躍している。活火山の脅威を伝えるため世界中の活火山を撮影し続けるボルケーノ・チェイサー（火山追跡者）。世界中の火山動画を40年に渡り収集。幼少時代から、火山活動に興味を持っていた。火山と共に大自然にも関心を持ち、滝や 世界遺産、海洋生物などの映像も収録。　2013年５月作成。

## 来歴
- 広島県山県郡北広島町出身
- 広島県新庄中学校（現在の広島新庄中学校）、広島県新庄高等学校（現在の広島新庄高等学校）、専修大学経済学部卒業。
- 1967年8月～1970年5月 デンマーク・コペンハーゲンでSAS Invest社に勤務
- 1970年6月～1986年2月まで太平洋路線をユナイテッド航空に売却されるまで羽田空港並びに成田空港のパン・アメリカン航空会社（PAN AM）の旅客部に勤務すると同時にニューヨーク本社の営業部に所属して本社の公式カメラマンとして活躍する。　当時のカレンダー・ポスター・機内誌や宣伝に使用された世界を網羅していた路線の国々の取材写真の殆どは同氏の作品であった。
- 1986年3月から2010年8月　ユナイテッド航空の成田空港・旅客部に地上職員として勤務しながら休暇を利用して世界の火山噴火や自然風景をテーマとした取材活動を継続し退職後現在に至る。
- 活火山映像は、次世代の子供達の教育の為に、世界各地の活火山の映像を収録。
- 火山の中でも、噴火をしている火山を中心に撮影をしている。
- 1998年ハワイのプウオオ火口では、世界最大の溶岩湖出現と思われる映像をとらえている。
- 2000年イタリアのエトナ火山では、日没により雪解け水が凍り、足を滑らせ火口に落ちそうになったり、2001年アイスランドでは火傷を負うなど、これまでに何度か命を落としそうな事があった。
- 2002年に出演したディスカバリーチャンネル「休暇を火山で」に出演した際、今まで訪れた火山の数は覚えていないと発言している。
- 2012年6月10日からWOWOWで放送された連続ドラマ「マグマ」で、マグマの映像を提供している。
- 現在は千葉県成田市に在住。株式会社メニーガを退職（本社、千葉県富里市）。
- 18歳の高校卒業迄広島県・北広島町で育った環境から広島カープの大フアンである。
- 幼年時代から広島神楽の里で育ち、広島神楽の熱狂フアンでもある。当時は未成年の神楽団への入団は禁じられていたので「神楽舞」の経験はない。

著書：https://isamukitafuji.wixsite.com/revised

## 出演

### テレビ出演
- 2002年12月22日　ディスカバリーチャンネル　「休暇を火山で」出演
- 2013年 5月12日　フジテレビ　「Mr.サンデー」出演
- 2014年10月11日　テレビ愛知　「激論！コロシアム」出演
- 2015年05月05日　フジテレビ    「直撃LIVE グッディ!」出演
- 2020年05月31日　日テレ　「ニノさん」コロナウイルス禍の為自宅からリモート出演
- 2023年04月24日　日テレ　「世界丸見え　特捜班」出演　　　　"